# 2014-es szerbiai parlamenti választások

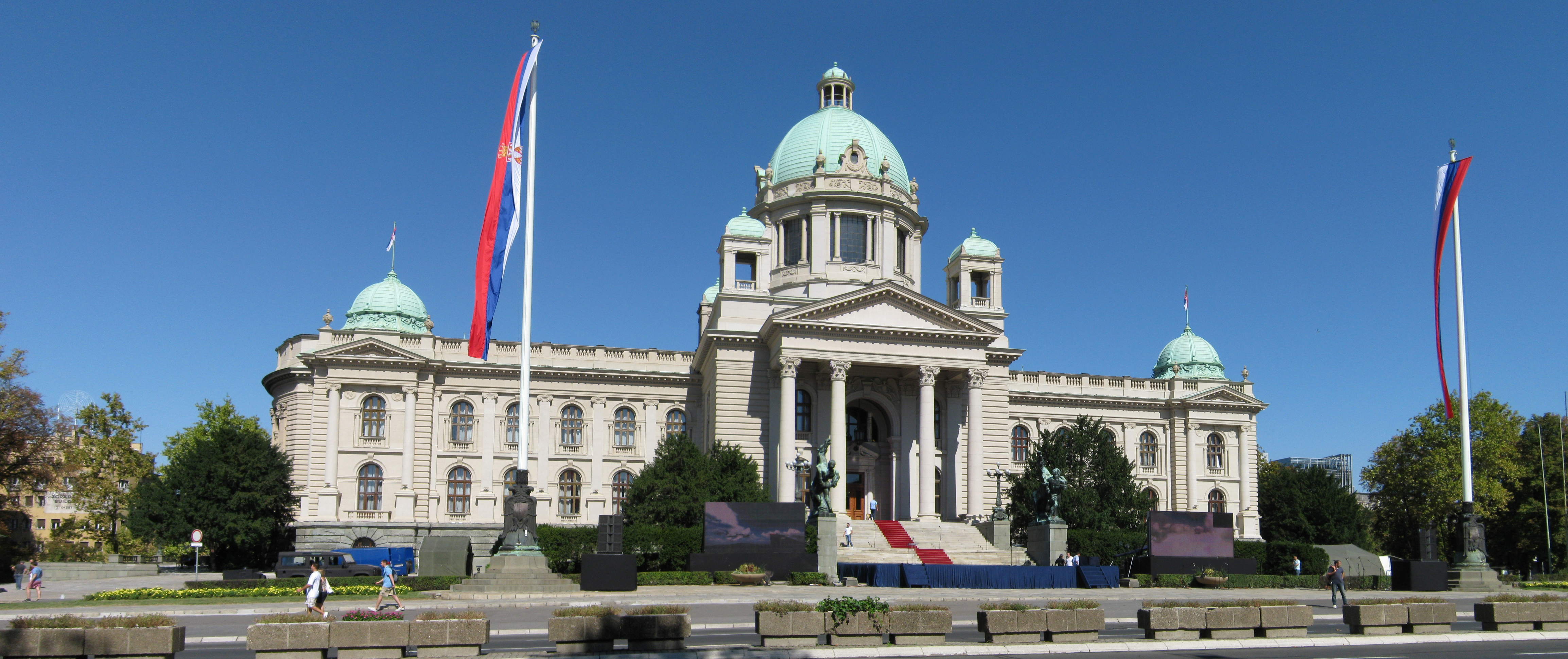
A szerbiai parlament épülete Belgrádban

2014. március 16-án Szerbiában előrehozott parlamenti választásokat tartottak. Ez volt a 10. választás a többpártrendszer 1990-es bevezetése óta. A választást a kormányzó jobbközép Szerb Haladó Párt (SNS) nyerte elsöprő fölénnyel.

## Előzmények
A 2012-es választásokat megnyerő Szerb Haladó Párt koalícióra kényszerült a harmadik helyezett Szerbiai Szocialista Párttal (SPS). A létrejött Dacsics-kormányban Alekszandar Vucsics SNS-pártelnök belügyminiszter lett, és határozott korrupcióellenes intézkedéseivel egyre népszerűbbé tette pártját, az ország pedig 2014 januárjában megkezdhette az európai uniós csatlakozási tárgyalásokat. Eközben a korábbi kormányzópárt, a 2012-es választásokon második helyezett és ellenzékbe kényszerült Demokrata Párt (DS) szétesett. A erőviszonyok ilyetén való átalakulása miatt az SNS vezetése új választások megtartása mellett döntött. 2014. január 29-én Tomiszlav Nikolics államfő feloszlatta a szerbiai parlamentet, és március 16-ra kiírta az előrehozott választásokat.

## Választási rendszer
A parlament 250 tagú. A listaállításhoz 10.000 támogatói aláírásra van szükség. A választás egyfordulós, arányos, az egész ország egy körzetnek számít. A bejutási küszöb 5%. A kisebbségek listái könnyített feltételekkel juthatnak mandátumhoz.
Szerbia területén 8262, Koszovóban 90, világszerte pedig 20 országban 35 szavazóhelyen lehet voksolni. A 250 mandátumért 3020 jelölt indult.

## Induló pártok, pártkoalíciók és a listavezetők
Az aláírások összegyűjtéséhez rendelkezésre álló időszak 2014. február 4-től február 28-ig tartott. A Köztársasági Választási Bizottság (RIK) 19 listát hagyott jóvá (K: kisebbségi népcsoport listája):
1. Alekszandar Vucsics – A jövő, amiben hiszünk
- Szerb Haladó Párt (SNS)
- Szerbiai Szociáldemokrata Párt (SDPS)
- Új Szerbia (NS)
- Szerb Megújhodási Mozgalom (SPO)
- Szocialisták Mozgalma

2. Ivica Dacsics – Szerbiai Szocialista Párt (SPS) – Szerbiai Egyesült Nyugdíjasok Pártja (PUPS) – Egységes Szerbia (JS)
3. Szerbiai Demokrata Párt (DSS) – Vojiszlav Kostunica
4. Csedomir Jovanovics – Liberális Demokrata Párt (LDP) – Szociáldemokrata Unió – Szandzsáki Bosnyák Demokratikus Közösség
5. Vajdasági Magyar Szövetség (VMSZ) – Pásztor István (K)
6. Szerb Radikális Párt (SRS) – Dr. Vojiszlav Seselj
- az Obraz és a Naši Szerb Nemzeti Mozgalom jelöltjei is helyet kaptak a listán

7. Szerbia Egyesült Régiói (URS) – Mlagyan Dinkics
8. A Demokrata Párttal a demokratikus Szerbiáért
- Demokrata Párt (DS)
- Új Párt
- Vajdasági Horvátok Demokratikus Közössége
- Összefogás szakszervezeti egyesülés
- Gazdag Szerbia

9. Szerb Hit Mozgalom (Dveri) – Bosko Obradovics
10. Szandzsáki Demokratikus Akciópárt (SDA) – Dr. Szulejman Ugljanin (K)
11. Borisz Tadics – Új Demokrata Párt (NDS) – Zöldek, Vajdasági Szociáldemokrata Liga – Nenad Csanak, Együtt Szerbiáért mozgalom, Együtt a Vajdaságért, Vajdasági Magyarok Demokratikus Közössége (VMDK), Roma Demokratikus Baloldal
12. Harmadik Szerbia – Minden Értékes Emberért
13. Montenegrói Párt – Joszip Broz (K)
14. Nemzeti Közösségek Listája – BDZ-MPSZ-DZH-MRM-MEP – Emir Elfics (K)
- Bosnyák Demokratikus Közösség (BDZ)
- Magyar Polgári Szövetség (MPSZ)
- Horvátok Demokratikus Közössége (DZH)
- Magyar Remény Mozgalom (MRM)
- Magyar Egység Párt (MEP)

15. Ebből Elég – Szasa Radulovics
16. Nemzetek és Nemzetiségek Koalíciója (RDS–SDS) (K)
- Ruszin Demokrata Párt (RDS)
- Szlovák Demokrata Párt (SDS)

17. Hazafias Front polgári csoport – Dr. Boriszlav Pelevics
18. Orosz Párt – Szlobodan Nikolics (K)
19. Demokratikus Cselekvés Pártja (PDD) – Riza Halimi (K)

## Kampány
Szakértők szerint a kampány nem szolgált emlékezetes momentumokkal.
A pártok a DS és a DSS kivételével folyamatosan azt hangsúlyozták, hogy a kormánykoalíció része kívánnak lenni.
A vajdasági magyarok politikai megosztottsága továbbra is fennmaradt: a 6 magyar párt közül 5 indult csak a választáson, és azok is 3 külön listán.

## Közvélemény-kutatások
Az egyes pártok/listák támogatottsága (százalékban):
| A felmérés időpontja | Cég         | Pártok/Listák | Pártok/Listák | Pártok/Listák | Pártok/Listák | Pártok/Listák | Pártok/Listák | Pártok/Listák | Pártok/Listák | Pártok/Listák | Pártok/Listák |
| A felmérés időpontja | Cég         | SNS           | DS            | SPS           | DSS           | NDS           | LDP           | URS           | SRS           | Dveri         | VMSZ          |
| -------------------- | ----------- | ------------- | ------------- | ------------- | ------------- | ------------- | ------------- | ------------- | ------------- | ------------- | ------------- |
| A felmérés időpontja | Cég         |               |               |               |               |               |               |               |               |               |               |
| 2014. január vége    | Faktor Plus | 44,6          | 13,9          | 12,8          | 6,8           | N/A           | 5             | 2,8           | 2,4           | 1,9           | N/A           |
| 2014. február 5–6.   | Faktor Plus | 43            | 11,6          | 13,1          | 7             | 6,8           | 5,2           | N/A           | N/A           | N/A           | N/A           |
| 2014. február közepe | Faktor Plus | 41,4          | 10,5          | 13,2          | 7             | 7,8           | 5,1           | N/A           | N/A           | N/A           | N/A           |
| 2014. február 22–28. | CeSID       | 44            | 7             | 13            | 5             | 8             | 6             | 4             | 3             | 4             | N/A           |
| 2014. március 10–12. | e-Izbori    | 42,5          | 7,5           | 13,1          | 6,6           | 7,2           | 4,2           | 4,8           | N/A           | N/A           | 1,3           |

## Eredmények

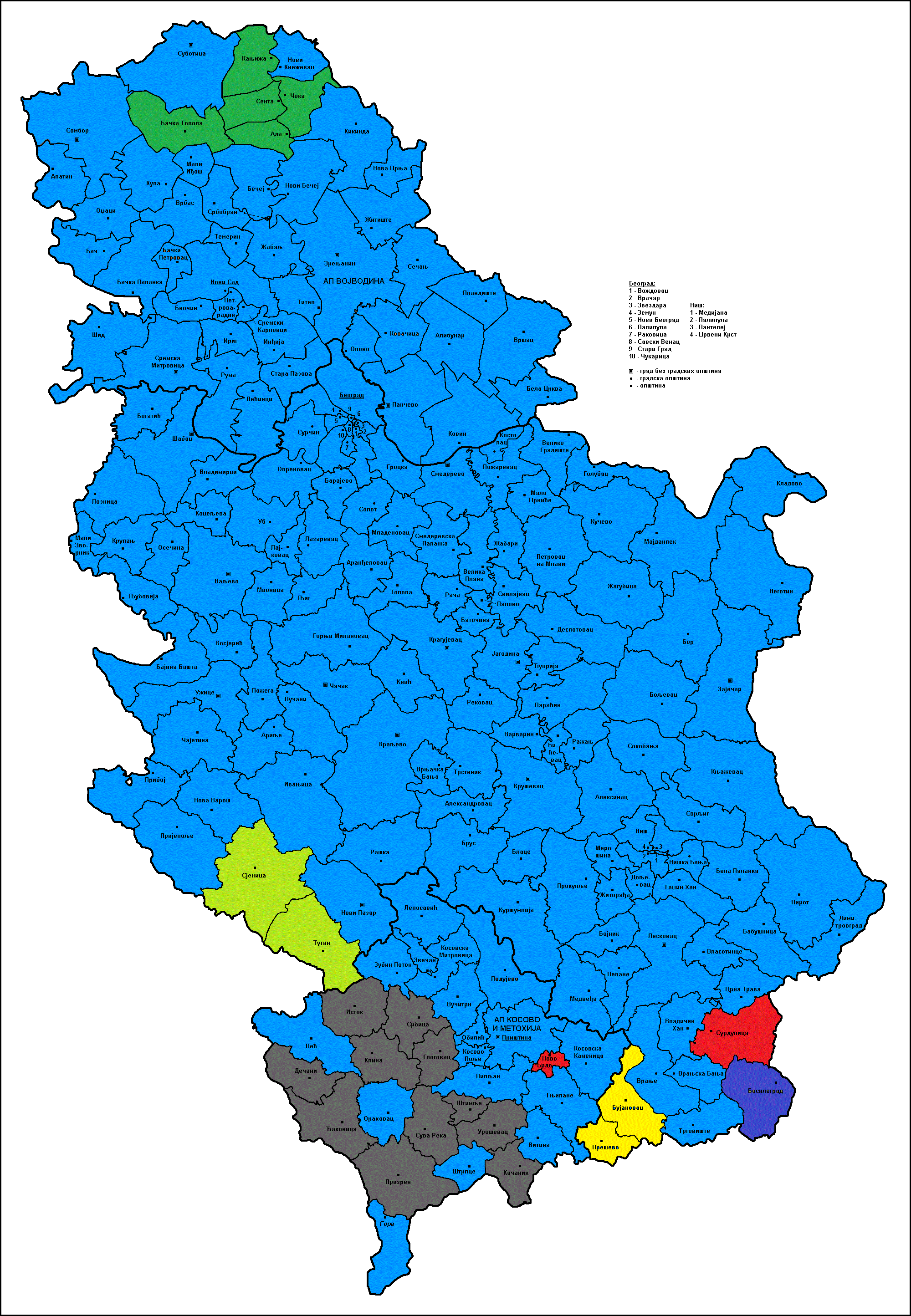
A 2014-es választás nyertesei községenként

|                                                                 |                                                         | Száma                  | Aránya (%)             |                  |                                       |
| --------------------------------------------------------------- | ------------------------------------------------------- | ---------------------- | ---------------------- | ---------------- | ------------------------------------- |
| Választásra jogosultak                                          | Választásra jogosultak                                  | 6765998                | 100                    |                  |                                       |
| Leadott szavazatok - ebből érvényes - ebből érvénytelen         | Leadott szavazatok - ebből érvényes - ebből érvénytelen | 3592375 3476716 115659 | 53,09 (100) 96,78 3,22 |                  |                                       |
| Párt vagy pártszövetség neve                                    | Típus                                                   | Szavazatok             | Szavazatok             | Képviselők száma | Változás az előző választáshoz képest |
| Párt vagy pártszövetség neve                                    | Típus                                                   | száma                  | aránya (%)             | Képviselők száma | Változás az előző választáshoz képest |
| Alekszandar Vucsics – A jövő, amiben hiszünk                    |                                                         | 1736920                | 49,96                  | 158              | +85                                   |
| Ivica Dacsics – SPS – PUPS – JS                                 |                                                         | 484607                 | 13,94                  | 44               | –                                     |
| A Demokrata Párttal a demokratikus Szerbiáért                   |                                                         | 216634                 | 6,23                   | 19               | –48                                   |
| Borisz Tadics – NDS – Zöldek, LSV, ZZS, ZZV, VMDK, DLR          |                                                         | 204767                 | 5,89                   | 18               | +18                                   |
| Szerbiai Demokrata Párt – Vojiszlav Kostunica                   |                                                         | 152436                 | 4,38                   | –                | –21                                   |
| Szerb Hit Mozgalom (Dveri) – Bosko Obradovics                   |                                                         | 128458                 | 3,69                   | –                | –                                     |
| Csedomir Jovanovics – LDP – BDZS – SDU                          |                                                         | 120879                 | 3,48                   | –                | –20                                   |
| Szerbia Egyesült Régiói – Mlagyan Dinkics                       |                                                         | 109167                 | 3,14                   | –                | –16                                   |
| Vajdasági Magyar Szövetség – Pásztor István                     | K                                                       | 75294                  | 2,17                   | 6                | +1                                    |
| Ebből Elég – Szasa Radulovics                                   |                                                         | 74973                  | 2,16                   | –                | –                                     |
| Szerb Radikális Párt – Dr. Vojiszlav Seselj                     |                                                         | 72303                  | 2,08                   | –                | –                                     |
| Szandzsáki Demokratikus Akciópárt – Dr. Szulejman Ugljanin      | K                                                       | 35157                  | 1,01                   | 3                | +1                                    |
| Demokratikus Cselekvés Pártja – Riza Halimi                     | K                                                       | 24301                  | 0,70                   | 2                | +2                                    |
| Harmadik Szerbia – Minden Értékes Emberért                      | K                                                       | 16206                  | 0,47                   | –                | –                                     |
| Orosz Párt – Szlobodan Nikolics                                 | K                                                       | 6547                   | 0,19                   | –                | –                                     |
| Montenegrói Párt – Joszip Broz                                  | K                                                       | 6388                   | 0,18                   | –                | –                                     |
| Hazafias Front polgári csoport – Dr. Boriszlav Pelevics         |                                                         | 4514                   | 0,13                   | –                | –                                     |
| Nemzeti Közösségek Listája – BDZ-MPSZ-DZH-MRM-MEP – Emir Elfics | K                                                       | 3983                   | 0,11                   | –                | –1                                    |
| Nemzetek és Nemzetiségek Koalíciója                             | K                                                       | 3182                   | 0,09                   | –                | –                                     |
| Összesen                                                        | Összesen                                                | 3476716                | 100                    | 250              | 0                                     |

## Politikai következmények
A várakozásoknak megfelelően az előrehozott választásokat elsöprő fölénnyel megnyerte a kormányzó Szerb Haladó Párt vezette koalíció, de a korábbi miniszterelnököt adó kisebb pártszövetség, a Szerbiai Szocialista Párt vezette koalíció is megőrizte súlyát. Számos régi, nagy hagyományú párt azonban kiesett a parlamentből. A Demokrata Párt súlyos visszaesést könyvelhetett el, viszont a volt miniszterelnök Borisz Tadics új pártja éppenhogy még bekerült a parlamentbe. A VMSZ egy mandátummal 6 képviselőre növelte parlamenti jelenlétét, a többi szerbiai magyar párt nem tudott bejutni a törvényhozásba. Az új miniszterelnök Alekszandar Vucsics lett. A VMSZ 5 államtitkári pozíciót kapott az új kormányban.

## Érdekességek
- Az Egyik Sem A Felkínált Válaszok Közül nevű kisebbségi párt indulását a RIK elutasította, mivel a február 28-án éjféli határidő lejárta után egy perccel adták le listájukat. A párt szerint éppen fordítva, a határidő lejárta előtt egy perccel adták le listájukat, és panasszal éltek az alkotmánybíróságnál.
- Novi Pazarban szabálytalanság miatt bezártak egy szavazóhelyet.
- Ugyanezen a napon Belgrádban helyhatósági választásokat is tartottak.

## Külső hivatkozások
- Köztársasági Választási Bizottság (szerbül és angolul)
- Szerbiai választások: vajdasági magyar pártok a rajtvonalnál – Kitekintő, 2014. január 31.
- Választási földrengés – Magyar Szó, 2014. március 18.